# Косово (Міжріченський район)
Ко́сово (рос. Косово) — присілок у складі Міжріченського району Вологодської області, Росія. Входить до складу Старосільського сільського поселення.

## Населення
Населення — 2 особи (2010; 4 у 2002).
Національний склад (станом на 2002 рік):
- росіяни — 100 %